# Fidanzata in prestito
Fidanzata in prestito (Love Don't Cost a Thing) è un film statunitense del 2003 diretto da Troy Beyer.
La pellicola è ispirata a Playboy in prova, film del 1987.

## Trama
Alvin Johnson è uno studente nerd estremamente intelligente che sta cercando di vincere una borsa di studio offerta dalla General Motors; il suo sogno è entrare a far parte del gruppo dei ragazzi popolari della scuola e frequentare Paris Morgan, una cheerleader bellissima e popolare, impegnata con un cestista della NBA.
Una sera, Paris tampona un albero con il costoso SUV della madre causando gravi danni alla carrozzeria anteriore; Alvin riesce a ricattare la cheerleader accettando di comprare un ricambio da 1500 dollari e riparare l'automobile, ricevendo in cambio un permesso per fingersi il suo ragazzo per due settimane.
Accanto a Paris, Al diventa popolare, cambia il suo aspetto estetico vestendosi e atteggiandosi meglio e migliora di gran lunga la sua immagine pubblica. Il ragazzo è riuscito a realizzare il suo sogno, ma ben presto il successo gli dà alla testa: abbandona il suo gruppo di amici e non riesce ad accorgersi che Paris si sta innamorando di lui.

## Produzione e incassi
Le scene ambientate nella scuola sono state girate al Long Beach Polytechnic High School (Istituto superiore politecnico di Long Beach), in California.
Nella prima settimana dalla sua uscita, il film ha raggiunto la quarta posizione nel Box Office degli USA, guadagnando 6,315,311 di dollari .

## Accoglienza
Il film ha ricevuto critiche perlopiù negative. Il sito web Rotten Tomatoes ha definito la pellicola "un remake non necessario di Playboy in prova"; al contrario, il critico cinematografico del Chicago Sun-Times Roger Ebert ha assegnato al film 3 stelle su 5.

## Colonna sonora
Il 9 dicembre 2003, la Hollywood Records ha pubblicato l'album della colonna sonora del film, composto da brani hip hop; la colonna sonora ha raggiunto la posizione 22 nella Top R&B/Hip-Hop Albums, la posizione 14 nella Top Soundtrack e ha ricevuto 3 stelle su 5 da AllMusic.
1. Shorty (Put It on the Floor) - (Busta Rhymes, Chingy, Fat Joe and Nick Cannon)
2. Luv Me Baby - (Murphy Lee featuring Jazze Pha and Sleepy Brown)
3. Ignition (Remix) - (R. Kelly)
4. Are You Ready - (Mr. Cheeks)
5. Got What It Takes - (Jeannie Ortega)
6. Pass the Courvoisier, Part II - (Busta Rhymes featuring P. Diddy and Pharrell Williams)
7. Exgirlfriend - (Nivea)
8. How Far Will You Go - (Ginuwine)
9. Comes to Light (Everything) - (Jill Scott)
10. Always - (Melissa Schuman)
11. Baby Girl - (Joe Budden)
12. I Wanna Kiss You - (Nicole Wray)
13. We Rise - (Rama Duke)
14. Hate 2 Luv U - (3LW)
15. She Is - ([Hous'ton)
16. Spit da Flow - (Cash Take & B. Griffin)